# (3559) Violaumayer
(3559) Violaumayer es un asteroide perteneciente al cinturón de asteroides, descubierto el 8 de agosto de 1980 por Edward Bowell desde la Estación Anderson Mesa (condado de Coconino, cerca de Flagstaff, Arizona, Estados Unidos).

## Designación y nombre
Designado provisionalmente como 1980 PH. Fue nombrado Violaumayer en homenaje a "Martin Mayer" que desde el municipio bávaro de Violaumayer enseña astronomía de una manera especial.